# Malacoptila striata
El buco rayado o bolio acollarado (Malacoptila striata), es una especie de ave piciforme de la familia de los bucónidos (Bucconidae), endémica de Brasil. 

## Distribución y hábitat
Es endémica del sureste y este de Brasil, principalmente en los estados de Maranhão, Bahía, Minas Gerais y Santa Catarina. Su hábitat natural son los bosques húmedos y bosques montanos.

## Descripción
Mide aproximadamente 20 cm de longitud. El plumaje de las partes superiores, la cabeza y la garganta son de color marrón obscuro con estrías de color de ocre y una mancha blancuzca en forma de coma en el mentón; en la parte superior del pecho presenta una franja blanca, otra negra debajo y otra anaranjada a ocre más abajo; el resto de las partes inferiores son de color pardo grisáceo.

## Alimentación
Se alimenta de insectos y otros artrópodos pequeños. Sigue a las hormigas guerreras y frecuentemente integra bandas mixtas con otras especies de aves.

## Reproducción

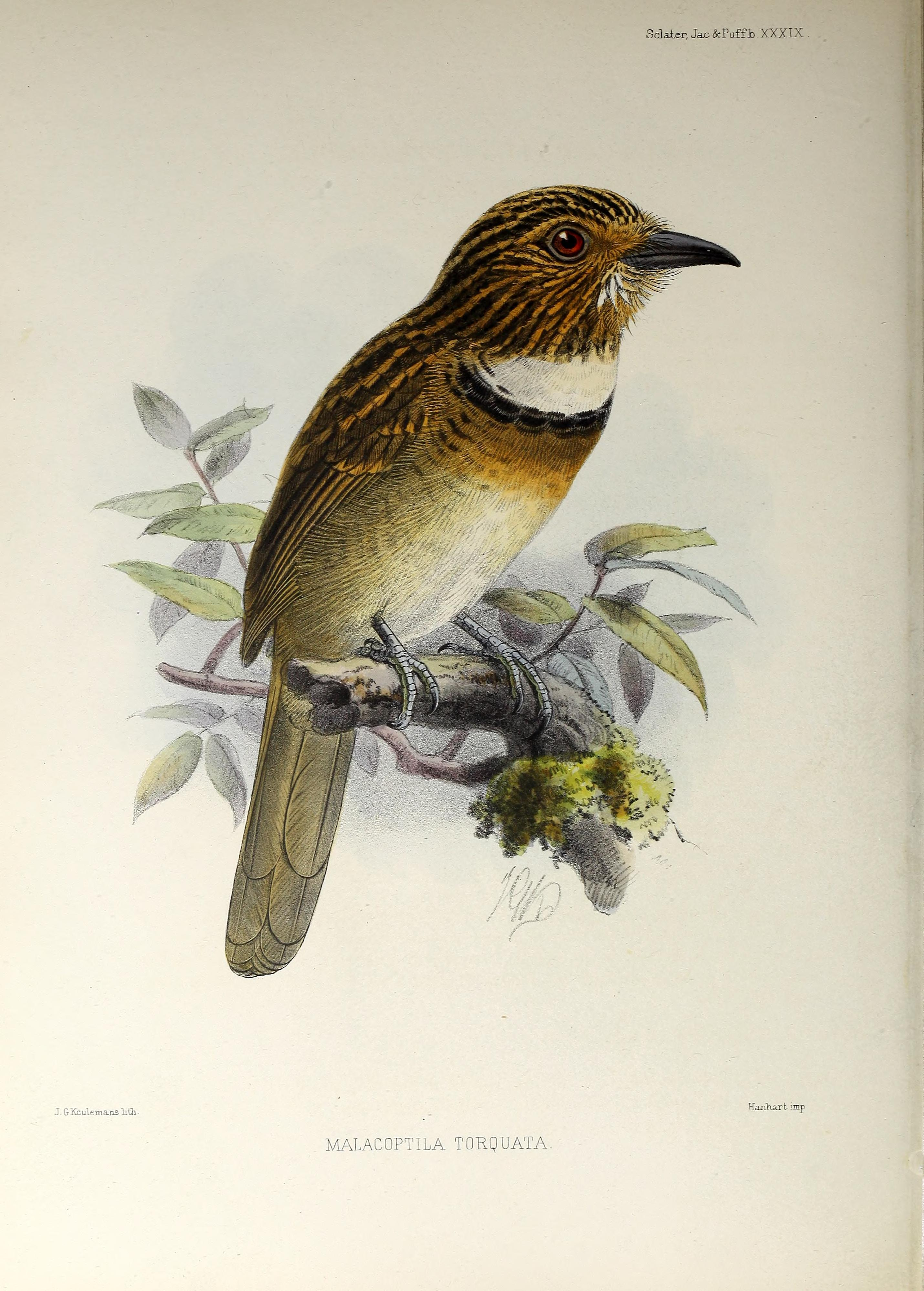
Buco rayado

Construye su nido cavando una galería en algún barranco; coloca camuflaje vegetal en la entrada y forma en el interior una cámara incubadora que forra con espigas y hojas secas. La hembra pone 2 o 3 huevos blancos e brillantes.

## Subespecies
Esta ave tiene dos subespecies reconocidas:
- Malacoptila striata menor Sassi, 1911
- Malacoptila striata striata (Spix, 1824)